# 田上帯雨
田上 帯雨（たがみ たいう、1908年（明治41年）4月18日-2000年（平成12年）7月8日）は日本の書家。全日本書芸文化院名誉代表。本名は田上重利。

## 略歴
1908年（明治41年）4月18日、熊本県に生まれる。1930年（昭和5年）に法政大学高等師範部を卒業する。1933年（昭和8年）に田代秋鶴に師事し、書を始める。教職の傍ら、書学に励み、1938年（昭和13年）に文部省検定（文検習字科）に合格する。
共立女子専門学校、白百合女子大学で書道の指導にあたり、1950年（昭和25年）に日本書道美術院審査員、1951年（昭和26年）に全日本書芸文化院副会長、1965年（昭和40年）に日本書道美術院理事、1971年（昭和46年）に全日本書芸文化院代表を歴任する。
1940年（昭和15年）に興亜書道展文部大臣賞を受賞する。

## 著書
- 『書体字典-和漢名筆』（大同出版社、1951）
- 『思ふことが自由に組み立てられるペン習字兼用女子手紙の書き方』（大同出版社、1951）
- 『三体ペン字と応用手紙文』（大同出版社、1953）

## 編集
- 『すぐ役に立つ模範手紙宝典-実用ペン字入り』（育文社、1953）

## 参考
- 『現代物故者事典2000-2002』（日外アソシエーツ、2003）